# Gertz (warenhuis)
Gertz was een in New York gevestigd warenhuis, met het hoofdkantoor in Jamaica, Queens. Het bedrijf was actief tussen 1918 en 1982.

## Geschiedenis
In 1908 opende de Russische immigrant Benjamin Gertz samen met zijn vrouw Ida een snoepwinkel aan de noordzijde van Jamaica Avenue. Een paar jaar later, in 1911, nam het echtpaar een papierwinkel over aan de andere zijde van Jamaica Avanue in Queens, New York. Dit bedrijf groeide in de jaren daarna uit tot B. Gertz Stationery and Sporting Goods.
Kort na de Eerste Wereldoorlog, in 1918, richtte Benjamin Gertz, samen met zijn vier zonen (Harry, Sam, Max en Louis) het warenhuis B. Gertz en Co. op. Benjamin Gertz overleed in 1933. Drie jaar later, in 1936, werd het nieuwe Gertz-gebouw aan Jamaica Avenue 162-10 geopend. Het groeide uit tot een warenhuis met meer dan 2.000 werknemers en een  omzet van $ 35 miljoen. 
Het bedrijf in 1941 overgenomen door Allied Stores, terwijl het vastgoed in handen van de familie bleef. De vlaggenschipwinkel aan Jamaica Avenue werd na jaren van verlies, in 1980 gesloten. Daarna transformeerde de familie Gertz het gebouw in een winkelcentrum en kantoren.

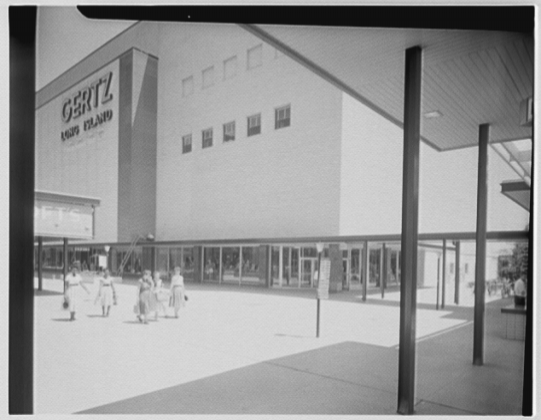
Gertz warenhuis in Mid-Island Plaza in Hicksville, New York in 1957

Gertz had filialen in Douglaston, Flushing, Great Neck, Hicksville, Massapequa, Bay Shore, Lake Grove en East Hampton. De 27.900 m² grote winkel in Hicksville werd in 1956 geopend in het Mid-Island Plaza, tegenwoordig bekend als Broadway Commons. In 1983 werd deze winkel een Sterns-filiaal en in 2001 werd de winkel omgedoopt tot  Macy's.  Anno 2021 stond het gebouw leeg vanwege de sluiting van Macy's in het voorjaar van 2020. 
In 1981 opende Gertz op twee voormalige locaties van Korvette's in Douglaston en Lake Grove. Demografische ontwikkelingen leidden tot de eerste winkelsluiting van het bedrijf, de vlaggenschipwinkel in Jamaica. Later werd de Bay Shore-vestiging omgebouwd tot een Stern's en vervolgens een Macy's. Nadat Macy's de locatie had gesloten, werd het gebouw gesloopt en werd er een Lowe's gebouwd.